# Azra Akın
Pour les articles homonymes, voir Akın.
Azra Akın (née le 8 décembre 1981 à Almelo aux Pays-Bas) est un modèle et une actrice turque qui a été couronnée Miss Monde en 2002 en représentant la Turquie. Elle grandit aux Pays-Bas.